# Obrněný automobil

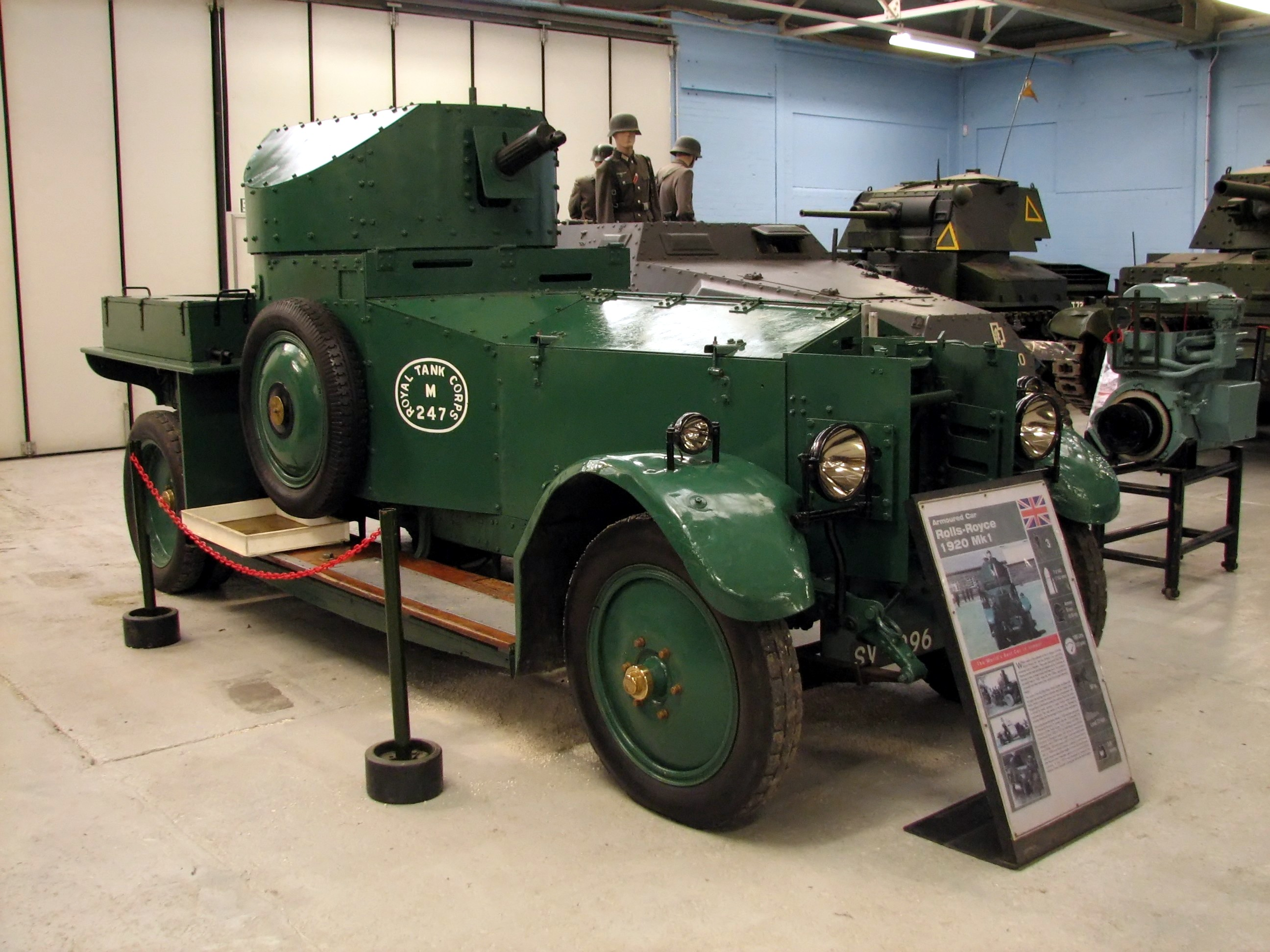
Obrněný vůz Rolls-Royce z roku 1920

Obrněný automobil je druhem obrněné techniky. První obrněné automobily vznikaly již před první světovou válkou. Sloužily zejména k průzkumu a jako velitelské vozy.
První obrněný automobil na světě byl britský „motorový válečný vůz“ F. R. Simse z roku 1899. Tento jediný prototyp byl postaven v závodě Vickers, Sons & Maxim ve městě Barrow-in-Furness na speciálním podvozku Daimler zhotoveném v Coventry. Byl vybaven motorem Daimler, pancéřováním a dvěma kulomety Maxim. Vozidlo bylo předvedeno roku 1902 u londýnského Křišťálového paláce.

## Československo
K československým předválečným obrněný automobilům patří:
- PA-II Želva (OA vz. 23)
- OA vz. 27
- OA vz. 30